# Dimitrie Grecescu
Dimitrie Grecescu (Șimian, 1841-Bucarest, 1910) fue un botánico, profesor y médico rumano.

## Biografía
Nacido en Cerneți el 15 de junio de 1841, completó sus estudios primarios en Cerneţi y Severin, sus estudios secundarios y de medicina en el colegio Sf. Sava y en la Facultad de Medicina y Farmacia de la Universidad de Bucarest. Se licenció en medicina en febrero de 1864 y obtuvo el título de doctor en medicina con diploma por la Facultad de Medicina de París en 1868. Fue nombrado profesor de botánica en la Escuela de Medicina y Farmacia el 17 de junio de 1868 y director del jardín botánico. Posteriormente fue transferido como profesor de botánica médica a la Facultad de Medicina de la Universidad de Bucarest. También fue director del laboratorio de botánica médica y médico jefe del servicio de consulta del Hospital Infantil.
Sirvió en el ejército como médico militar y participó activamente en la campaña de Bulgaria, en la rebelión de 1877-1878. Estuvo a cargo de los hospitales temporales de Turnu Măgurele del 4 de diciembre al 1 de abril de 1878. Falleció en Bucarest el 2 de octubre de 1910.
Entre sus obras científicas se encontraron títulos como Flora Generală a Europei, Flora specială a Romaniei, Du Champignon de la Teigne faveuse (Paris 1868), Epididimita blenoragică (1871), Plantele grådinei Botanică din Bucuresci (1876) y Enumeraţiea plantelor Romaniei (1880).